# Canon EOS 5D Mark II
Canon EOS 5D Mark II je digitální zrcadlovka společnosti Canon. V roce 2008 nahradila předchozí model EOS 5D. Oproti předchozímu modelu nabízí vyšší rozlišení snímače, funkci Liveview, protiprachový filtr, větší zadní LCD displej, přepracovaný hledáček, nový obrazový procesor Digic IV, české menu a novou možnost natáčení HD videa.

## Technické parametry

### Snímač
Zrcadlovka je vybavena CMOS snímačem velikosti 36 x 24 mm (full-frame) s rozlišením 21,1 Mpix. Novinkou oproti předchozímu modelu je protiprachový filtr, který prach sklepává z povrchu snímače.

### LCD displej a hledáček
Hledáček je díky využití full-frame snímače a velkého optického hranolu poměrně veliký a umožňuje snadnou práci včetně manuálního ostření. Úhlopříčka zadního LCD displeje byla oproti předchůdci zvětšena na 7,5 cm, rozlišení činí 921 600 bodů. Displej může být použit k funkci živého náhledu (Liveview). Novinkou je zobrazení Quick Control panel, které bylo inspirováno nižšími modely, kdy se na zadním displeji zobrazují informace o nastaveném času, cloně, ISO apod. Jas displeje lze korigovat ručně, nebo za pomoci čidla automaticky podle okolního osvětlení.

### Měření expozice a ostření
Využívá se devět zaostřovacích polí, rozmístěných do polohy "ležícího diamantu". K dispozici je navíc šest neviditelných polí, které uživatel nemůže zvolit a které se používají při průběžném zaostřování. Novinkou je funkce AF Microadjustment - ta slouží ke korekci nepřesnosti při zaostřování. Někdy se stává, že objektiv není přesně seřízen na autofocus dané DSLR. Při zaostření na určitou vzdálenost objektiv ve skutečnosti zaostří mírně před/za daný bod (front/back focus). To se dá vykompenzovat právě funkci AF Microadjustment (v rozmezí +/- 20 kroků, pro všechny objektivy, anebo max. 20 vybraných). Ostření může být jednorázové, průběžné (kontinuální), manuální, nebo inteligentní - přeostřuje se, pokud se zaostřený objekt pohybuje blíže nebo dál vůči objektivu.
Měření expozice probíhá u 5D Mark II v několika režimech:
- Poměrové měření (které může být svázáno s libovolným bodem AF).
- Částečné měření (používá se přibližně 8 % hledáčku uprostřed).
- Bodové měření (přibližně 3,5 % hledáčku uprostřed).
- Celoplošné měření se zdůrazněným středem.

### Video
Canon EOS 5D Mark II je prvním plnoformátovým fotoaparátem, který umožňuje natáčet ozvučené videosekvence. Pro tento účel je možné využít dva typy rozlišení: Full HD (1920x1080, 30 snímků za sekundu, poměr stran 16:9) a nebo VGA (640×480, 30 snímků za sekundu, poměr stran 4:3). V průběhu natáčení lze zoomovat a přeostřovat, ostřit je nutné ručně. Canon později nabídl update firmware, které umožňuje manuální kontrolu expozice v průběhu natáčení videa (lze měnit clonu, ISO i rychlost závěrky).

## Další podstatné parametry
- Ukládání fotografií a videozáznamů na paměťové karty CompactFlash nebo UDMA CompactFlash.
- Rychlost závěrky v rozmezí 1/8000 až 30 sekund + režim Bulb.
- Rychlost sériového snímání činí 3,9 snímků/s (v plném rozlišení).
- Rozmezí citlivosti ISO 50–25600.
- Fotoaparát je odolný vůči stříkající vodě a prachu (déšť, při použití patřičných objektivů a blesků, po omezenou dobu).
- Výstup HDMI.
- Možnost korekce vinětace objektivů (podle dat, které se získají z konkrétních objektivů).
- České menu.
- Tělo je vyrobeno z hořčíkových slitin, váží 810 gramů.
- V roce 2012 se prodával za 48.000 Kč